# ジャンゴ・ベイツ

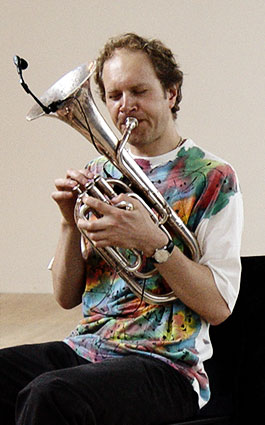
ジャンゴ・ベイツ

ジャンゴ・ベイツ（Django Bates、1960年10月2日 - ）は、イギリスの作曲家、マルチ楽器奏者、バンドリーダー、教育者である。彼はピアノ、キーボード、テナーホルンを演奏し、委託を受けて大規模な作品を作曲している。「イギリスで最も才能のあるミュージシャンの一人であり、彼の作品は、初期のジャズからビバップやフリー・ジャズ、ジャズ・ロックやフュージョンまで、ジャズの全領域をカバーしている」と言われている。

## 略歴

### 初期の人生
ベイツはケント州ベックナムで生まれ、セッジヒル・スクールに通った。この学校に在籍しているうちに、ロンドンのセンター・フォー・ヤング・ミュージシャンズ（1971年–1977年）にも通い、そこでトランペット、ピアノ、ヴァイオリンを学んだ。1977年から1978年にかけては、モーリー・カレッジにて学ぶ。1978年、彼は作曲を学ぶため王立音楽大学に入学したが、2週間後に自主退学している。

### ジャズ・ミュージシャンとして
ベイツは1979年にヒューマン・チェイン（Human Chain）というバンドを結成し、1980年代にはルース・チューブスと呼ばれるジャズ・オーケストラで有名になった。1991年になると、19人編成のジャズ・オーケストラ、デライトフル・プリシパイス（Delightful Precipice）を始動。また、Powder Room Collapse Orchestra（アルバム『Music for The Third Policeman』を録音）を組んだり、音楽サーカスショーのサーカス・アンブリカス（Circus Umbilicus）をつくっている。ベイツは、ドゥドゥ・プクワナのジラ、ティム・ホワイトヘッドのボーダーライン、ケン・スタッブスのファースト・ハウス、ビル・ブルーフォードのアースワークス、シゼル・アンドレセン、およびジョージ・ラッセルやジョルジュ・グルンツのバンドのサイドマンまたはメンバーとして姿を現した。マイケル・ブレッカー、ティム・バーン、クリスチャン・ジャーヴィ、ヴィンス・メンドーザ、デイヴィッド・サンボーン、ケイト・ラズビー、ドン・アライアスとも共演した。

### 作曲家として
ベイツは、依頼に応じて大きな規模の作品を書くことに専念している。作品は以下の通り。
- 「Dream Kitchen」 : パーカッショニストのエヴェリン・グレニーのための作品[9]
- 「Fine Frenzy」 : Shobhana Jeyasingh Dance Companyのための作品[10]
- 「What It's Like to be Alive」 : ジョアンナ・マクレガーとロイヤル・リヴァプール・フィルハーモニー管弦楽団のためのピアノ協奏曲[11]
- 「2000 Years Beyond UNDO」 : ミレニアム・バービカン・フェスティバルで行われたエレクトリック・キーボードのための協奏曲

ベイツは、演出家のルーシー・ベイリーといくつかの演劇プロジェクトで緊密に協力を行った。それは、ゴグマゴグズのための『Gobbledegook』、『Baby Doll』（バーミンガム・レップ劇場、ロイヤル・ナショナル・シアター、アルベリー劇場）、『Stairs to the Roof』（チチェスター・フェスティバル劇場）、『The Postman Always Rings Twice』（ウェスト・ヨークシャー・プレイハウス、アルベリー劇場）、『タイタス・アンドロニカス』（グローブ座）といった作品である。彼らはまた『You Can Run』という短編映画にも取り組んだ。他の演劇作品には、グレゴリー・ドーランの『お気に召すまま』（RSC）のプロダクション、およびキャンベル・グラハムの『Out There！』がある。
2004年に音楽祭「フューズリーズ（FuseLeeds）」の最初の芸術監督を務めた。レディオヘッドのジョニー・グリーンウッドによる最初のオーケストラ委嘱作品を始動するのに、彼はこの機会を利用した。ジャンゴはまた、ローリー・アンダーソン、ギャヴィン・ブライアーズ、パトリック・ムーア、ジョン・ゾーンを含む60人の作曲家にそれぞれ1小節ずつ作品を書くよう依頼した。その後、彼は集まった1小節ずつをつなぎ合わせて「Premature Celebration (早すぎるお祝い)」という作品を作った。この作品は、エヴァン・パーカーの60歳の誕生日を祝うためにエヴァン・パーカーとロンドン・シンフォニエッタによって演奏された。
『The Wire』誌は、1987年と1990年に「ベスト・UK・ジャズ作曲家」にベイツを選んだ。1997年にはジャズパー賞を受賞。2008年、「PRS・ニュー・ミュージック・アワード」にノミネートされた。1995年に、リーズ音楽大学からフェローシップを授与された。

### 教育
2002年、彼はジム・ブラックとデイヴ・ダグラスと一緒にバンフ・センターのジャズ・プログラムで講師を担当した。2005年7月、コペンハーゲンのリズミック・ミュージック・コンサバトリー（RMC）から、リズミック・ミュージックの教授に任命された。2010年9月に、ロンドンの王立音楽アカデミーから、ジャズの客員教授に任命された。2011年9月、ジャンゴ・ベイツはスイスのベルンにあるHKBで、ジャズ教授に任命された。

## 受賞歴
1997年に、彼はジャズパー賞を受賞した。

## ディスコグラフィ

### リーダー・アルバム
- Human Chain (1986年) ※Human Chain名義
- Cashin' In (1987年、EG) ※Human Chain名義
- Music for The Third Policeman (1990年、Ah Um)
- 『サマー・フルーツ』 - Summer Fruits (and Unrest) (1993年、JMT)
- 『ジャイアント・ステップス』 - Autumn Fires (and Green Shoots) (1994年、JMT) ※ソロ・ピアノ
- 『ウィンター・トゥルース』 - Winter Truce (and Homes Blaze) (1995年、JMT)
- 『ジャンゴ・ベイツの世界』 - Good Evening...Here Is the News (1995年、Decca/Argo)
- Like Life (1997年、Storyville)
- 『クワイエット・ナイツ』 - Quiet Nights (1998年、Screwgun)
- You Live and Learn...(Apparently) (2003年、Lost Marble)
- Spring Is Here (Shall We Dance?) (2008年、Lost Marble)
- Beloved Bird (2008年、Lost Marble) ※Django Bates' Beloved名義
- Confirmation (2011年、Lost Marble) ※Django Bates' Beloved名義
- The Study of Touch (2016年、ECM) ※Django Bates' Beloved名義
- Saluting Sgt Pepper (2017年、Edition) ※Django Bates & Frankfurt Radio Big Band名義
- 『テナシティ』 - Tenacity (2022年、Lost Marble)

### 参加アルバム
ルース・チューブス
- Loose Tubes (1985年)
- Delightful Precipice (1986年)
- 『オープン・レター』 - Open Letter (1988年)
- Dancing on Frith Street (2010年) ※1990年のライブ音源
- Säd Afrika (2012年) ※1990年のライブ音源

ビリー・ジェンキンス
- Greenwich (1985年)
- Uncommerciality Vol 1 (1986年)
- Scratches of Spain (1987年)

ファースト・ハウス
- Eréndira (1985年)
- 『カンティレーナ』 - Cantilena (1989年)

アースワークス
- 『アースワークス』 - Earthworks (1987年)
- 『DIG?』 - Dig? (1989年)
- 『オール・ヘヴン・ブロウク・ルース』 - All Heaven Broke Loose (1991年)
- Stamping Ground: Bill Bruford's Earthworks Live (1994年) ※ライブ・アルバム
- 『ヘヴィンリー・ボディーズ』 - Heavenly Bodies (1997年) ※ベスト・アルバム

イアイン・バラミー
- 『バルーン・マン』 - Balloon Man (1989年)
- All Men Amen (1995年)

ティム・バーン
- 『ナイス・ビュー』 - Nice View (1994年、JMT)

アヌアル・ブラヒム
- Blue Maqams (2017年、ECM)

シゼル・アンドレセン
- So I Write (1990年)
- Exile (1993年)

ジュリアン・アルゲイエス
- Skull View (1997年)
- Escapade (1999年)

その他
- ドゥドゥ・プクワナ : Life in Bracknell and Willisau (1983年)
- ティム・ホワイトヘッズ・ボーダーライン : English People (1983年)
- ドゥドゥ・プクワナ : Zila '86 (1986年)
- Social Systems : Research (1987年)
- デディケーション・オーケストラ : Spirits Rejoice (1992年)
- ハンク・ロバーツ : 『リトル・モーター・ピープル』 - Little Motor People (1993年、JMT)
- クリスティ・ドーラン : Play the music of Jimi Hendrix (1994年)
- ハリー・ベケット : Les Jardins du Casino (1995年) ※「Les Jardins du Casino」でピアノを演奏
- マイケル・ギブス : 『ビッグ・ミュージック』 - Big Music (1996年、ACT)
- Bendik Hofseth : Colours (1997年)
- Søren Nørbo Trio : Debates (2005年)
- ハリー・ベケット : Maxine (2010年) ※「Les Jardins du Casino」でピアノを演奏
- マリウス・ネセット : Golden XPlosion (2011年)